# Naustasmällen

Naustasmällen var kulmen av ett projekt för att se luftstötvågsverkan av en mindre atombomb, som 1957 utfördes i norrbottniska Nausta sydväst om Jokkmokk. Då faktiska atombomber inte fanns att tillgå provsprängdes istället så kallade nitrolitladdningar för att härma verkan. 1956 provsprängdes 36 ton bonyl och 1957 sprängdes 50 ton. Genom att ställa ut flygplan och stridsvagnar på olika avstånd från laddningen i terrängen kunde effekten beräknas. 
Kratern, med en diameter på 40-50 meter, fylldes därefter den naturliga vägen med vatten, och bildade en liten (numera igenvuxen) sjö som fick det inofficiella namnet Foajaure, en sammansättning av FOA och det samiska ordet för sjö; jaure. Området runt Nausta är fortfarande avlyst då det ingår i FMV Vidsel Test Range och används av försvaret för skarpa prov med luftburna och markbaserade robotar.